# アルオイ県
アルオイ県（アルオイけん、ベトナム語：Huyện A Lưới / 縣阿䋥）は、ベトナム社会主義共和国のフエに存在する県。面積は1,232.7 km²、人口は56,370人（2019年）である。

## 行政区画
以下の1市鎮17社から構成される。
- アルオイ市鎮（A Lưới / 阿䋥）
- アゴ社（A Ngo / 阿吳）
- アロアン社（A Roàng）
- ドンソン社（Đông Sơn / 東山）
- ホンバク社（Hồng Bắc / 洪北）
- ホンハ社（Hồng Hạ / 洪下）
- ホンキム社（Hồng Kim / 洪金）
- ホンタイ社（Hồng Thái / 洪泰）
- ホントゥオン社（Hồng Thượng / 洪上）
- ホントゥイ社（Hồng Thủy / 洪水）
- ホンヴァン社（Hồng Vân / 洪雲）
- フオングエン社（Hương Nguyên / 香元）
- フオンフォン社（Hương Phong / 香豐）
- ラムドット社（Lâm Đớt / 林噠）
- フーヴィン社（Phú Vinh / 富榮）
- クアンニャム社（Quảng Nhâm / 廣任）
- ソントゥイ社（Sơn Thủy / 山水）
- チュンソン社（Trung Sơn / 中山）